# John Lander
John Lander (anglès: John Gerard Heath Lander)  (Liverpool, 7 de setembre de 1907 - Hong Kong, 25 de desembre de 1941) fou un remer anglès que va competir durant la dècada de 1920.
Nascut a Liverpool, va estudiar a la Shrewsbury School i formà part de la tripulació de Shrewsbury que guanyà la Ladies' Challenge Plate de la Henley Royal Regatta el 1924. Posteriorment estudià al Trinity College de la Universitat de Cambridge, on remà pel First Trinity Boat Club. Formant equip amb Edward Vaughan Bevan, Richard Beesly i Michael Warriner va prendre part en els Jocs Olímpics d'Amsterdam de 1928, on guanyà la medalla d'or en la prova del quatre sense timoner del programa de rem.
En deixar Cambridge marxà a treballar a Hong Kong. Morí durant la batalla de Hong Kong, el dia de Nadal de 1941, sent l'únic medalista d'or britànic mort durant la Segona Guerra Mundial.